# Marvin Plattenhardt
Marvin Plattenhardt (Filderstadt, 26 gennaio 1992) è un ex calciatore tedesco, di ruolo difensore.

## Caratteristiche tecniche
È un difensore abile nei calci piazzati, in particolare nell'andare in gol su punizione. Nel quinquennio a partire dalla stagione 2012-2013 alla stagione 2016-2017 ha avuto la migliore media punizioni calciate-segnate, con un indice di conversione del 21.43%.

## Carriera

### Club
Ha giocato con il Norimberga dal 2010 al 2014 (anche nella formazione riserve).
Dal 2014 al 2023 ha giocato nell'Hertha Berlino.

### Nazionale
Dopo aver giocato in tutte le selezioni giovanili tedesche dall'Under-17 all'Under-21, il 6 giugno 2017 debutta con la nazionale maggiore nell'amichevole pareggiata per 1-1 contro la Danimarca, mentre poche settimane dopo figura tra i convocati per la Confederations Cup 2017 che successivamente vince. Rientra anche tra i 23 convocati anche per i Mondiali 2018, manifestazione in cui scende in campo in un'occasione.

## Statistiche

### Cronologia presenze e reti in nazionale
| Cronologia completa delle presenze e delle reti in nazionale ― Germania | Cronologia completa delle presenze e delle reti in nazionale ― Germania | Cronologia completa delle presenze e delle reti in nazionale ― Germania | Cronologia completa delle presenze e delle reti in nazionale ― Germania | Cronologia completa delle presenze e delle reti in nazionale ― Germania | Cronologia completa delle presenze e delle reti in nazionale ― Germania | Cronologia completa delle presenze e delle reti in nazionale ― Germania | Cronologia completa delle presenze e delle reti in nazionale ― Germania |
| Data                                                                    | Città                                                                   | In casa                                                                 | Risultato                                                               | Ospiti                                                                  | Competizione                                                            | Reti                                                                    | Note                                                                    |
| ----------------------------------------------------------------------- | ----------------------------------------------------------------------- | ----------------------------------------------------------------------- | ----------------------------------------------------------------------- | ----------------------------------------------------------------------- | ----------------------------------------------------------------------- | ----------------------------------------------------------------------- | ----------------------------------------------------------------------- |
| 6-6-2017                                                                | Brøndby                                                                 | Danimarca                                                               | 1 – 1                                                                   | Germania                                                                | Amichevole                                                              | -                                                                       | 88’                                                                     |
| 10-6-2017                                                               | Norimberga                                                              | Germania                                                                | 7 – 0                                                                   | San Marino                                                              | Qual. Mondiali 2018                                                     | -                                                                       | 55’                                                                     |
| 25-6-2017                                                               | Soči                                                                    | Germania                                                                | 3 – 1                                                                   | Camerun                                                                 | Conf. Cup 2017 - 1º turno                                               | -                                                                       | 90+2’                                                                   |
| 5-10-2017                                                               | Belfast                                                                 | Irlanda del Nord                                                        | 1 – 3                                                                   | Germania                                                                | Qual. Mondiali 2018                                                     | -                                                                       |                                                                         |
| 14-11-2017                                                              | Colonia                                                                 | Germania                                                                | 2 – 2                                                                   | Francia                                                                 | Amichevole                                                              | -                                                                       |                                                                         |
| 27-3-2018                                                               | Berlino                                                                 | Germania                                                                | 0 – 1                                                                   | Brasile                                                                 | Amichevole                                                              | -                                                                       |                                                                         |
| 17-6-2018                                                               | Mosca                                                                   | Germania                                                                | 0 – 1                                                                   | Messico                                                                 | Mondiali 2018 - 1º turno                                                | -                                                                       | 79’                                                                     |
| Totale                                                                  |                                                                         | Presenze                                                                | 7                                                                       |                                                                         | Reti                                                                    | 0                                                                       |                                                                         |

## Palmarès

### Nazionale
- Campionato europeo di calcio Under-17: 1

Germania: 2009
- Confederations Cup: 1

Russia 2017